# 澤田姫

澤田 姫（さわだ ひめ、11月16日 - ）は、日本の女性声優。東京都出身。EARLY WING所属。

## 略歴
父と母はアニメや漫画も好きだったが、特に父が『週刊少年ジャンプ』好きで家に毎週最新号があったため、それを澤田も読んでいた。その後、澤田は『週刊少年ジャンプ』の連載漫画原作のアニメもよく観ており、アニメ好きにもなった。
高校時代にディズニー作品が好きで、それをきっかけに声優を志した。特にスターウォーズが好きだが、周りに語り合える人がいないと嘆いている。
高校時代に声優を目指そうという気持ちが固まったのは小学校から中高一貫の私立校に行っていたものの、大学に進学して「これになりたい」、「ここに就職したい」というのがなかった。その時に「じゃあどうしようか」、「やりたいことは何かあるかな」と改めて考えていた時に、「やっぱり好きなアニメのお仕事、それもできるなら声優さんになりたいな」と思った。これまで声優の演技に元気をいっぱいもらえたり、支えてもらえたこと、当時は自分のことをあまり好きではなかったことから自信もなかなか持てず、「だったら声優さんになったら自分じゃない誰かになれるな」という気持ちもあった。その後は声優のことを色々調べていくうちに、どんどん「なりたい」と思うようになった。当時の親は受け止めてもらえたわけではなかったが、澤田が「声優になりたい」という気持ちを話していくうちに、最後は気持ちを尊重してもらい、その後は声優になるための専門学校も一緒に探しており、澤田は声優になるための勉強を始めたという。
2021年、『22/7 音楽の時間』の椎名紅葉役で声優デビュー。
『白聖女と黒牧師』でアニメ初出演ながら主演のセシリア役を務めた。
2025年1月6日より、EARLY WING準所属から所属となった。

## 人物
趣味・特技はアクション、アクロバット、野球観戦、迷子、恋愛相談にのること。
料理が苦手で、キッチンをめちゃくちゃにしてしまったことから、台所立入禁止にされていた。
『白聖女と黒牧師』で共演する石川界人から「姫様」と呼ばれたのち、他の共演キャストにも姫様と呼ばれるようになった。「姫ちゃん」や、ファンからは「姫さま」と呼ばれることも多い中、YouTubeチャンネル『澤田姫の「幸せ」おかわり無料です!」の第2回において、師匠と仰ぐゲストの井澤詩織の愛称「しーたむ」にあやかり、自身の愛称を「ひめたむ」とした。
妹がいる。

## 出演

### テレビアニメ
2023年
- 白聖女と黒牧師（セシリア）
- ポーション頼みで生き延びます!（リュシー）

2024年
- ブルーアーカイブ The Animation（傭兵バイト）
- ささやくように恋を唄う（ライブ観客）

2025年
- 誰ソ彼ホテル（観客）
- 妖怪学校の先生はじめました!（使用人妖怪1）
- ゴリラの神から加護された令嬢は王立騎士団で可愛がられる（店員）
- 公女殿下の家庭教師（ティナ・ハワード）

時期未定
- 魔法少女育成計画 restart（のっこちゃん）

### ゲーム
2021年
- 22/7 音楽の時間（椎名紅葉）

2022年
- ラストピリオド_-終わりなき螺旋の物語-（コバルト）
- けものフレンズ3（イリオモテヤマネコ）
- 戦国大河（秋田実季）
- ミシックヒーローズ（ミューズ）

2023年
- クイズRPG 魔法使いと黒猫のウィズ（ツィーカ）
- アズールレーン（軽巡洋艦 四万十）
- アイドルアライブ（香月文乃）
- 100％ Orange Juice！（Chuu）

2025年
- 逆転オセロニア（ロティオン）
- 吸血鬼の花嫁（白藤紗凪）
- 怪異少女：二つの顔（J）

### ボイスドラマ
2023年
- 報われなかった村人Ａ、貴族に拾われて溺愛される上に、実は持っていた伝説級の神スキルも覚醒した（アリソン）

2024年
- いっしょぐらし～清楚彼女編～（国定紫音）
- 俺はまだ、本気を出していない（メロ、マチルダ、シャルロット、少女ひかり、メイド）
- 幕末動乱美少女伝（徳川慶喜、大鳥圭介、ナレーション）

2025年
- 戦国繚乱美少女伝（藤堂高虎）

### 朗読劇
2022年
- 探そう探せ探すけど、探して、やっぱ探さない
- 呪い喰らいの魔女

2023年
- Sky Flower
- ペールライト・アイリス（2023年5月7日、MsmileBOX渋谷）
- 季節の朗読「しきよみ」#6 秋の朗読劇【謎】
- NOVA READING vol.2『アイを捧げてアイロニー』
- NOVA READING vol.3『アンシャンテ・ノエル』
- ハナコトバ-朗-

2024年
- VOICE in BOX～声優さん、出番です～ Vol.7
- VOICE in BOX～声優さん、出番です～ Vol.8
- NOVA READING vol.4『館、あるいは情景』
- レイニー・ヴァニラ・グレイス
- ゴカンッ！
- VOICE in BOX～声優さん、出番です～ Vol.11
- ゴカンッ！2

2025年
- バレンタインの秘密
- ゴカンッ！3
- NOVA READING vol.6『半分嫌いで半分好き』
- ゴカンッ！4
- VOICE in BOX Vol.15

### その他
2022年
- SEASIDE NEW GENERATION PROGRAM ～シーサイド女子会TV！～ vol.4
- Be Start

2023年
- 羽ばたけ！アーリーウィング学園
- 澤田姫のメゾン・ド・ブルーム

2024年
- 澤田姫の「幸せ」おかわり無料です！
- 声優e-sports部

2025年
- 澤田姫のゆるくちゃダメですか？

### 初出話一覧
1. 1 2  第1話初出
2. ↑  第4話初出
3. 1 2  第3話初出
4. ↑  第11話初出
5. ↑  第8話初出
6. ↑  第24話初出